# Ellen Price
Ellen Juliette Collin Price, né le 21 juin 1878 à Snekkersten et mort le 4 mars 1968 à Brøndby, est une ballerine et actrice danoise qui fut le modèle de la statue de la Petite Sirène à Copenhague . 

## Biographie
Elle est issue d'une famille d'artistes illustres : son père Andreas Nicolai Carl Price (1839–1909) et sa mère Helga Collin (1841–1918) sont danseurs de ballet au Théâtre royal danois. La cousine de son père, Juliette Price (1831-1906), est première danseuse et un certain nombre d'autres membres de sa famille sont des acteurs et des musiciens,,.

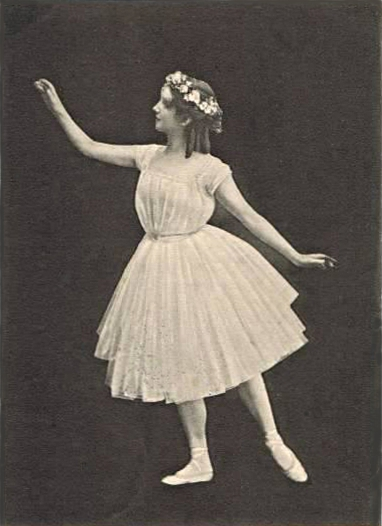
Ellen Price jouant La Sylphide

De 1889 à 1895, Ellen Price est formée à l'école du Ballet royal danois dont elle rejoint la troupe. Elle débute le 28 mai 1895 par un pas de trois dans le ballet La Ventana (La Fenêtre) écrit par le compositeur Hans Christian Lumbye et chorégraphié par August Bournonville. En 1903, elle devient première danseuse au Ballet royal danois. Ses rôles les plus marquants sont La Sylphide, Cendrillon et La Petite Sirène.
Le rôle de la Petite Sirène la fait rentrer dans l'histoire de façon inattendue. Le ballet La Petite Sirène, tiré sur le conte de fées de Hans Christian Andersen et mis en musique par Fini Henriques, est mis en scène en 1909 par le chorégraphe Hans Beck (1861-1952) pour le Ballet royal danois. Parmi les spectateurs du ballet se trouve le brasseur et collectionneur d'art danois Carl Jacobsen. Le spectacle lui laisse une si forte impression qu'il demande au sculpteur Edvard Eriksen de créer une statue de la Petite Sirène. Ellen Price accepte de servir de modèle à la statue ; cependant comme elle refuse de poser nue, seule la tête de la statue est à son effigie. Le corps de la statue est modelé d'après celui de la femme du sculpteur, Eline Eriksen. La statue en bronze créée par Edvard Eriksen est dévoilée le 23 août 1913 et présentée à la ville par Carl Jacobsen. Elle est depuis devenue un symbole de Copenhague. 
Ellen Price se produit au Ballet royal danois jusqu'en 1913. Elle poursuit ensuite une carrière d'actrice dramatique. Elle rejoint le théâtre d'art dramatique de la ville d'Aarhus et joue dans deux films muets. Elle décède le 4 mars 1968 à Brøndby. Elle est enterrée dans la petite ville de Gudhjem sur l'île danoise de Bornholm, en mer Baltique.